# アリクイ科
アリクイ科（アリクイか、学名: Myrmecophagidae）は、哺乳綱有毛目アリクイ亜目に分類される科。

## 分布
中南米にオオアリクイ属とコアリクイ属の2属3種が分布する。

## 特徴
頑丈で、横方向に圧縮された細長い体を持つ。模式種であるオオアリクイの体長（尾部を除いた頭胴長）は120センチメートルに達する。
前肢に4本、後肢に長くて鋭い5本の鉤爪がある。頭部は筒状で、口吻が長い。蟻塚の開口部に天狗のような形をした長くて丸い鼻と糸状の粘性のある舌をすばやく挿入し、巣を牙で破壊することなくシロアリやアリを捕らえる。視力が弱いため、嗅覚を生かして獲物の巣を探し当て、1日に35,000匹ほどをむさぼり食う。
外敵からの脅威に晒されている状況では疑似直立姿勢を取り、10センチメートル以上ある長い爪で自身と自らの仔を守る。牙での攻撃は、大きなネコ科の動物の襲撃からも身を守れる。眠っている間、非常に太い尾で身を守る。
樹上に生息する。交尾期を除き、おおむねの個体が単独行動を取る。雌は1年に1匹の幼獣を産む。

## 分類
以前はヒメアリクイ属を本科に含めていた。以下の現生種の分類・英名は、Gardner (2005) に従う。和名は川田ら (2018) に従う。
- オオアリクイ属 Myrmecophaga
  - Myrmecophaga tridactyla オオアリクイ Giant anteater
- コアリクイ属 Tamandua
  - Tamandua mexicana キタコアリクイ Northern tamandua
  - Tamandua tetradactyla ミナミコアリクイ Southern tamandua